# Drumtroddan Cup and Ring Marks

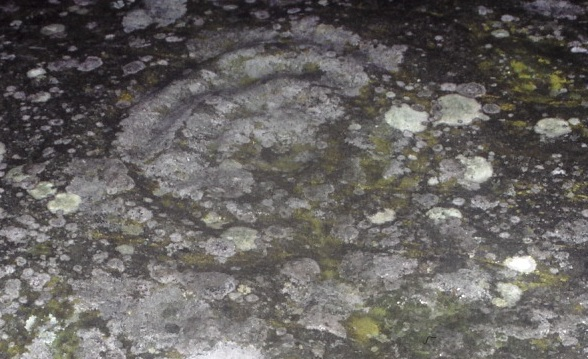
Detail.

De Drumtroddan Cup and Ring Marks zijn rotskervingen uit de bronstijd, zo'n 3,2 kilometer ten oosten van Port William gelegen in de Schotse regio Dumfries and Galloway.

## Beschrijving
De Drumtroddan Cup and Ring Marks dateren van 3500-2000 v. Chr. Een cup mark is een putje in de steen; een ring mark is een uitgehakte cirkel.
De Drumtroddan Cup and Ring Marks bestaan uit drie groepen van duidelijke herkenbare cup and ring marks. De rotsen bevinden zich circa 200 meter ten zuiden van Drumtroddan Farm, twee groepen bevinden zich in het weiland en één groep in het aan de westzijde gelegen bos. De rotsen zijn omheind.
Het doel van de versieringen is niet duidelijk, maar worden op verschillende plaatsen in Schotland en op het Europese vasteland gevonden. Wellicht hadden ze een religieuze functie. Er zou een verband kunnen bestaan tussen de Drumtroddan Cup and Ring Marks en de vlakbij staande Drumtroddan Standing Stones.

### Groep 1
De noordwestelijke groep in het weiland (54° 46′ 15″ NB, 4° 32′ 49″ WL) bestaat uit een groep aan de oppervlakte komende rotsen met voornamelijk geërodeerde kervingen, alle op rotsvlakken die ten hoogste een hellingshoek van 25 graden hebben. De rotsen beslaan een gebied van elf bij tien meter en steken ongeveer een meter boven de grond uit.
Op deze rotsen bevinden zich minimaal 84 cup and rings-markeringen, waarbij het aantal ringen varieert tussen een en zes ringen. Niet alle ringen zijn compleet, sommige zijn incompleet of hebben een opening in de ring. Sommige kervingen hebben een groeve die begint in de cup of in een ring, die vervolgens in een rechte lijn naar buiten loopt. Er zijn minstens 65 cups, sommige met verbindende groeven/lijnen. De grootst aangetroffen kerving heeft een diameter van 38 centimeter; de kervingen zijn tot twee centimeter diep.

### Groep 2
De zuidoostelijke groep in het weiland (54° 46′ 14″ NB, 4° 32′ 48″ WL) bestaat uit een groep aan de oppervlakte komende rotsen, waarvan de grootste rots 1,25 bij 0,75 groot is en 0,25 meter boven de grond uitsteekt. Op deze grootste rots bevinden zich een cup met vijf complete ringen en een groeve die begint in de cup en in een rechte lijn door de ringen loopt tot op de grond. De rots drie meter ten zuiden van de grootste rots heeft een cup met vijf ringen en twee vage, parallelle groeves die vermoedelijk beginnen in de cup, en een cup van vier complete ringen en een natuurlijke dubbele groeve. Vier meter ten zuiden van de grootste rots ligt een rots met daarop een cup met zes complete ringen en een natuurlijke dubbele groeve. Deze kerving met een diameter van 35 centimeter is de grootste kerving in deze zuidoostelijke groep. De rots die 6,5 meter ten zuidwesten van de grootste rots ligt heeft een groep van vier vage cup and rings, twee cups met vijf ringen, eentje met drie ringen en eentje met twee ringen.

### Groep 3
De groep die in het bos is gelegen (54° 46′ 13″ NB, 4° 32′ 52″ WL) bestaat uit twee rotsoppervlaktes, 4,6 meter van de oostelijke omheining van het bos en zo'n vijftig meter van de zuidelijke omheining van het bos. Op het ene rotsoppervlak, ongeveer 3,6 bij 3 meter groot, bevinden zich een cup met vier ringen van 61 centimeter in diameter en een cup met twee ringen, zo'n 23 centimeter in diameter. Van het andere rotsoppervlak dat 2,7 meter ten zuidwesten van het eerstgenoemde rotsoppervlak ligt, is 46 centimeter in het vierkant boven de grond te zien. Erop is een cup met drie ringen te zien, 33 centimeter in diameter.

## Beheer
De Drumtroddan Cup and Ring Marks worden beheerd door Historic Scotland, net als de vlakbij in het oosten staande Drumtroddan Standing Stones.